# Distretto di Ômôndėlgėr
Il distretto di Ômôndėlgėr è uno dei diciassette distretti (sum) in cui è suddivisa la provincia del Hėntij, in Mongolia. Conta una popolazione di 5.156 abitanti (censimento 2010). 